# Блок эффектов

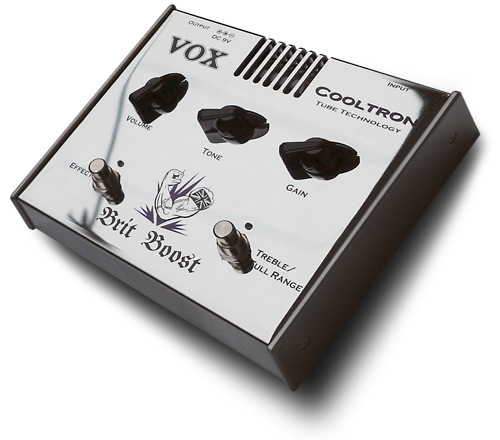
Ламповая педаль-предусилитель «Vox — CoolTron Brit Boost»

Блок эффектов (англ. effects unit) — электронное устройство, предназначенное для обработки звука, обычно музыкального инструмента (например электрогитары, бас-гитары, синтезатора), барабанов или вокала. Часто используются в музыкальных студиях для улучшения чистоты звука, его «прозрачности» или наоборот. Отдельные модели только окрашивают звук, другие радикально его изменяют. Блок эффектов используются как в студиях, так и при живых выступлениях.
Существуют различные исполнения блока эффектов. Чаще всего используются педали эффектов (примочка, педаль, англ. effects pedal), реже — монтируемые в 19″ стойку.

## История появления

### Студийные пространственные эффекты
Самые первые звуковые эффекты были исключительно студийными. С середины до конца 1940-х звукоинженеры и музыканты-экспериментаторы, такие как Лес Пол начали использовать катушечный магнитофон для создания эффектов эха, а также необычных футуристических звуков.

### Педали эффектов
Первые педали, или, как их также называют, «примочки», начали создаваться в начале 60-х годов в основном участниками и последователями британской волны, гитары которых звучали недостаточно ярко, негромко, и у которых был «слабый» сустейн.
На создание педали перегруза гитаристов натолкнули, видимо, два гитарных усилителя, подключённые выходом одного к входу другого. При этом второй усилитель оказался перегруженным, что создало принципиально новое звучание электрогитары. Впоследствии музыканты начали экспериментировать со своими комбоусилителями, и через некоторое время было создано электрическое устройство компактных размеров, которое позволило имитировать звук, создаваемый при перегрузе гитарного комбоусилителя, которое и было названо «педаль эффектов» благодаря своему внешнему виду и напольному исполнению.
Основой перегруженного звучания является подрез звуковой волны (англ. clipping), при котором верхушка волны «подрезается» или сглаживается, что создаёт более плотное звучание гитары. Создаваемые на практике педали также насыщали звук гитары большим количеством обертонов (вследствие обратной связи), а также чётных (в случае ламп) и нечётных (в случае транзисторов) гармоник.

## Устройство
Большинство педалей на данный момент является транзисторными или построенным на интегральных микросхемах, но не менее популярными являются ламповые педали эффектов, которые зачастую по размерам больше транзисторных и, как правило, требуют внешнего источника питания, но при этом они выдают более «тёплый» звук, являясь хорошим подспорьем гитаристу при отсутствии лампового комбоусилителя. С началом века электроники, появились также цифровые гитарные процессоры эффектов, размер и функциональность которых варьируется от обычной транзисторной «примочки» до огромного педалборда. 

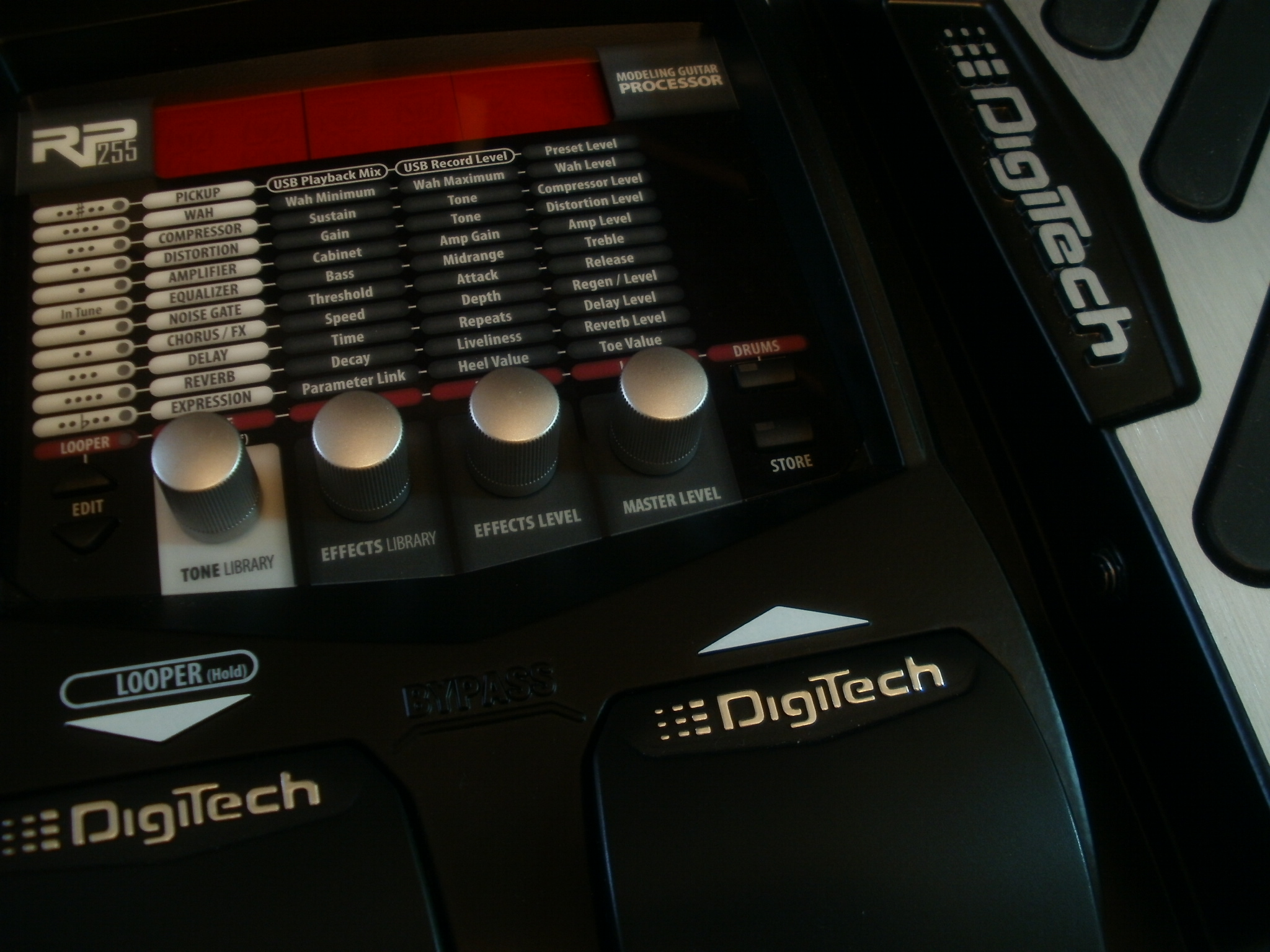
Гитарный процессор Digitech RP-255 c встроенной Drum machine (барабанными рифами) и 20-секундным лупером (памятью).

## Типы эффектов

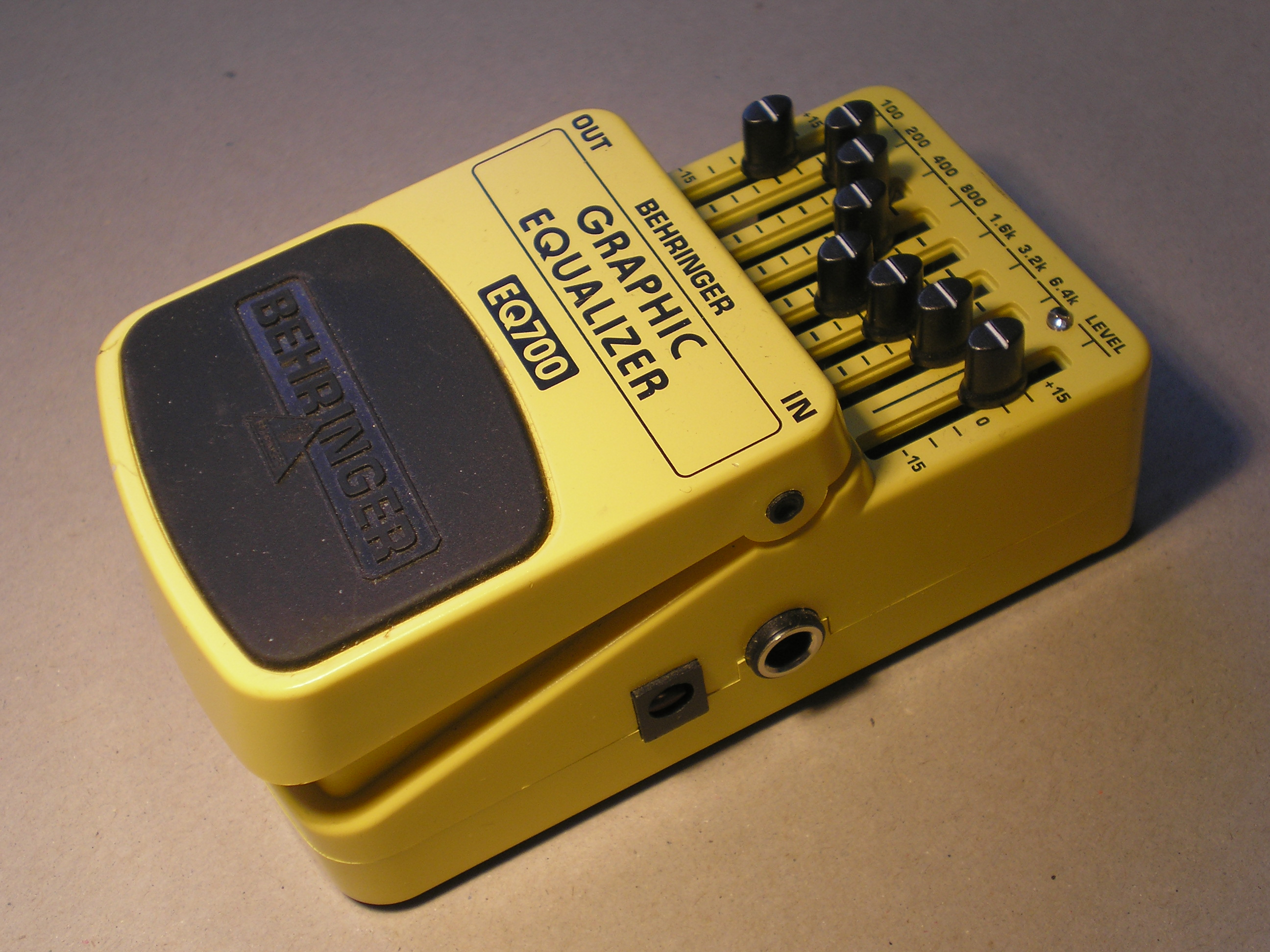
Педаль Behringer EQ700 (эквалайзер)

Наиболее популярными являются педали, имитирующие эффекты перегруза: дисторшн (англ. distortion) и овердрайв (англ. overdrive). Помимо эффектов перегруза, существует большое разнообразие других эффектов:
- Хорус (имитация хорового звучания инструмента, создаёт очень сочный и объёмный звук) (англ. chorus);
- Флэнжер (напоминает взлёт самолёта, он был популярен в 60-х, когда музыканты активно применяли его для создания психоделического звучания, напоминает chorus, но отличается от него задержкой (от 5 до 20 мс) и обратной связью (feedback)) (англ. flanger);
- Wah-wah (эффект, издающий «вау-вау», популяризировал этот эффект Джими Хендрикс, существуют 2 вида педалей: автовау и с педалью экспрессии, в первом случае, эффект идёт нециклично, в зависимости от уровня входного сигнала, во втором случае, музыкант сам, с помощью педали экспрессии, увеличивает или уменьшает силу эффекта) (англ. wah-wah);
- Эквалайзер (позволяет выравнивать амплитудно-частотную характеристику звукового сигнала, то есть избирательно корректировать амплитуду сигнала, в зависимости от частоты) (англ. equalizer);
- Фэйзер (звуковой эффект, который достигается фильтрацией звукового сигнала с созданием серии максимумов и минимумов в его спектре, в результате чего получается достаточно интересный круговой эффект) (англ. phaser);
- Октавер (звуковой эффект добавляющий к сигналу его копию на октаву или две ниже или выше основного тона) (англ. octaver);
- Гармонайзер (это эффект, который добавляет к сигналу его копию, отстающую на интервал в пределах 2 октав вверх/вниз, похож на октавер, но возможностей больше) (англ. harmonizer);
- Компрессор (позволяет сделать более узкой разницу между самым тихим и самым громким звуком) (англ. compressor);
- Эмулятор гитарного усилителя (англ. amp simulator);
- Вибрато (периодические изменения высоты, громкости или тембра музыкального звука) (англ. vibrato);
- Тремоло (звуковой эффект или соответствующее устройство, реализующее периодическое изменение уровня громкости).
- Ревербератор (это эффект постепенного уменьшения интенсивности звука при его многократных отражениях (эхо)) (англ. reverb);
- Вамми (эффект, который позволяет смещать высоту тона с помощью педали экспрессии) (англ. whammy);
- Дилэй (эффект имитирует чёткие затухающие повторы (эхо) исходного сигнала, под дилэем обычно подразумевается однократная задержка сигнала, в то время как эффект «эхо» — многократные повторы; по принципу действия схож с ревербератором и отличается от него лишь временем задержки, которое должно быть не менее 50-60 мс) (англ. delay);
- Бустер (усиление сигнала без изменения его оригинального звучания) (англ. booster);
- Фузз (англ. fuzz) (гитарный эффект, основанный на нелинейном искажении звука электрогитары транзисторными (впоследствии, также цифровыми) устройствами с полной потерей огибающей сигнала.
- b9,c9,key9 (имитация звуков органа, электрооргана и др. электроклавишных инструментов)

## Использование
В настоящее время педаль эффектов (в любом её виде) является незаменимым атрибутом каждого электрогитариста, играющего в стилях, начиная от блюза и джаза, до дэт-метала и блэк-метала. Для многих жанров характерно использование определённых видов эффектов.
Также существуют педали, предназначенные для бас-гитары (в основном они аналогичны электрогитарным, например, обеспечивают эффекты overdrive, distortion, wah-wah и т. п.). Так как большинство эффектов рассчитаны на частотный диапазон электрогитары, и при использовании их на басу отрезают у бас-гитары низ, басовые эффекты отличаются по схеме. В них может быть добавлен регулятор «Blend», который смешивает чистый сигнал и обработанный, что позволяет оставить басовые частоты, так важные для постройки частотного микса. Также в схему эффекта добавляют фильтр низких частот, который отделяет басовый сигнал, оставляя низы нетронутыми, а остальные частоты обрабатываются эффектом. Также существуют эффекты, подходящие для обоих инструментов, которые изначально не срезают низ например EHX Green Russian Big Muff, который с одинаковым успехом подходит и для гитары, и для бас-гитары. Более того, многие музыканты постоянно экспериментируют, подключая к педалям эффектов различные инструменты, например, электроскрипки (Джерри Гудмен), или даже вокальный микрофон.

## Цепи эффектов

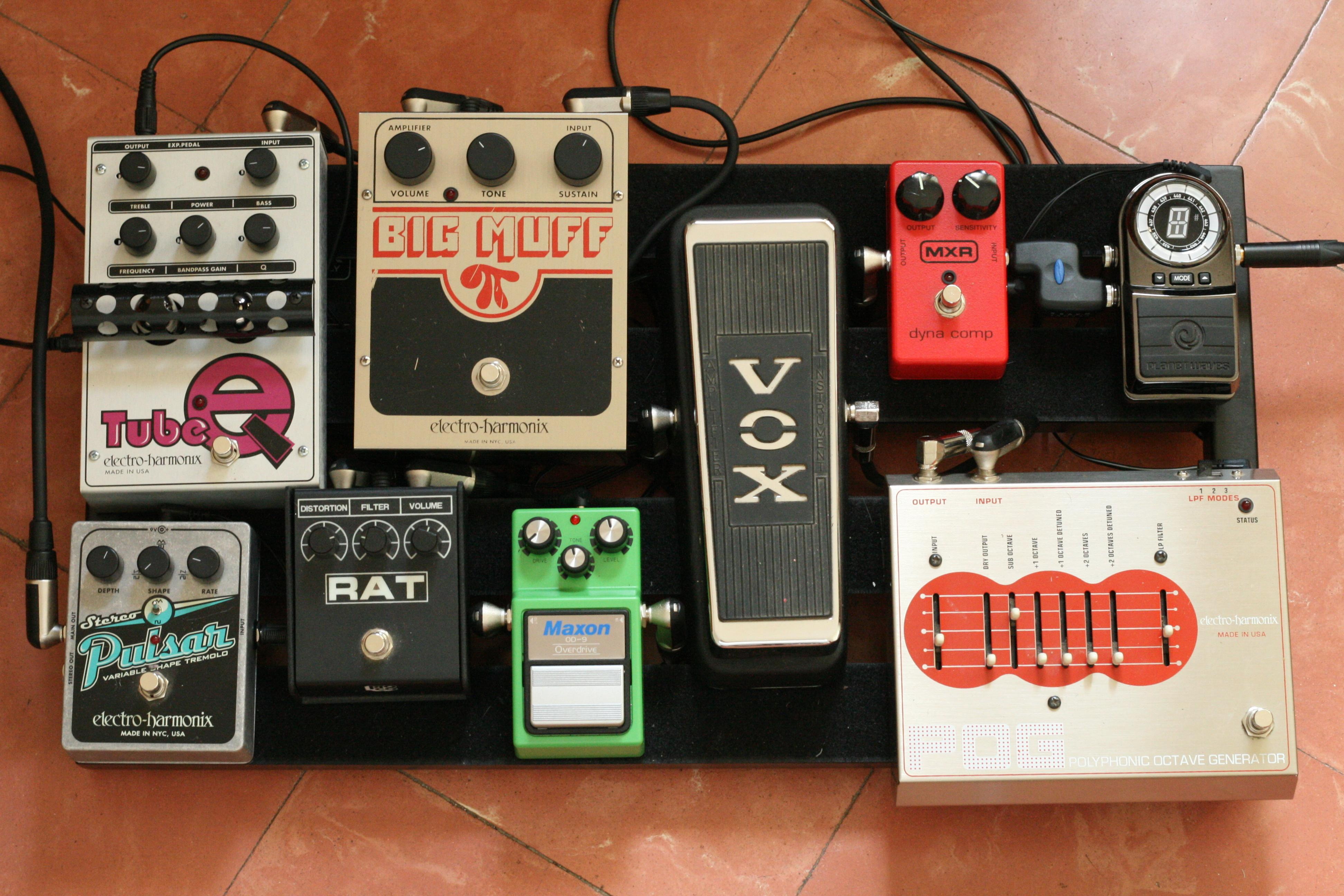
Набор различных педалей эффектов (педалборд)

Примерная схема подключения гитарных эффектов

Зачастую музыканты используют большое количество различных эффектов, объединяя их в цепочки. Чаще всего эффекты подключаются друг к другу последовательно, хотя встречаются и параллельные способы подключения. При последовательном подключении эффекты накладываются друг на друга, поэтому от последовательности подключения зависит звучание цепи. Параллельное подключение используется для возможности переключения за одно нажатие между разными последовательными цепями эффектов, либо две параллельно подключённые цепи эффектов смешиваются на выходе. Иногда отдельно обрабатывается чистый сигнал и сигнал с эффектов задержки. Также параллельно подключаются каналы при стереофонической обработке сигнала.
Зачастую одновременно используется только часть эффектов из цепи, а в процессе выступления эффекты включаются и выключаются исполнителем. Чтобы не было необходимости отрываться от инструмента, управление включением и выключением (а также иногда переключение режимов работы эффекта) происходит при помощи ног. Педали эффектов как раз представляют собой объединённую в одном корпусе электронную схему и педаль переключения. Управление рэковыми устройствами и усилителями происходит при помощи фут-контроллеров.
Для удобства цепи педалей эффектов объединяются в педалборд, то есть фиксируются на жёсткой поверхности и коммутируются. Делается это в первую очередь для экономии времени, чтобы не было необходимости каждый раз собирать и разбирать всю цепь эффектов.
В последнее время стало появляться всё больше процессоров эффектов, которые создают виртуальные цепи эффектов внутри одного устройства. Некоторые музыканты используют только процессор эффектов, подключая его сразу в микшерный пульт, некоторые используют вместо цепи педалей, заменяя им педалборд, некоторые объединяют процессоры вместе с отдельными эффектами внутри педалборда.
Существует специальное программное обеспечение, позволяющее использовать персональный компьютер с подходящей звуковой картой как процессор эффектов — Guitar Rig.

## Производители

### Российские
- E&N Engineering
- AMEC
- AMT Electronics
- Yerasov
- Лель
- Shift Line
- Chris Custom
- Randi
- Walker A&E

### Зарубежные
- Boss Corporation
- DOD Electronics[англ.]
- Dallas Arbiter[англ.]
- Death By Audio[англ.]
- Digitech
- Dunlop Manufacturing
- Electro-Harmonix[англ.]
- Fractal Audio Systems
- Ibanez
- Korg
- Line 6
- MXR[англ.]
- Marshall
- Maxon Effects Pedals[англ.]
- T-Rex Engineering[англ.]
- Taurus Amp
- TC Electronic[англ.]
- Tech 21
- Toadworks[англ.]
- Visual Sound[англ.]
- Zoom Corporation
- Gigabyte